# Cadrema caballus
Cadrema caballus är en tvåvingeart som först beskrevs av Frey 1923.  Cadrema caballus ingår i släktet Cadrema och familjen fritflugor. Inga underarter finns listade i Catalogue of Life.